# Wojdan Shaherkani
Wojdan Ali Saraj Abdulrahim Shaherkani (arab. وجدان علي سراج عبد الرحيم شهرخاني; ur. 1 lutego 1996) – saudyjska judoczka. Olimpijka z Londynu 2012, gdzie zajęła siedemnaste miejsce w wadze ciężkiej. 
Pierwsza kobieta w reprezentacji kraju na igrzyskach olimpijskich.

## Letnie Igrzyska Olimpijskie 2012
| Konkurencja | Eliminacje             | Klas. końcowa |
| Konkurencja | Przeciwnik I           | Miejsce       |
| ----------- | ---------------------- | ------------- |
| +78 kg      | Melissa Mojica (PUR) P | 17.           |